# Entrains-sur-Nohain
Entrains-sur-Nohain är en kommun i departementet Nièvre i regionen Bourgogne-Franche-Comté i de centrala delarna av Frankrike. Kommunen ligger i kantonen Varzy som tillhör arrondissementet Clamecy. År 2022 hade Entrains-sur-Nohain 738 invånare.

## Befolkningsutveckling
Antalet invånare i kommunen Entrains-sur-Nohain
| Referens: INSEE |